# Formosatettixoides guangxiensis
Formosatettixoides guangxiensis är en insektsart som beskrevs av Zheng, Z. och G. Jiang 2000. Formosatettixoides guangxiensis ingår i släktet Formosatettixoides och familjen torngräshoppor. Inga underarter finns listade i Catalogue of Life.